# 婁師徳
婁 師徳（ろう しとく、630年 - 699年）は、唐代の軍人・政治家。字は宗仁。本貫は鄭州原武県。

## 経歴
弱冠にして進士に及第し、江都県尉に任じられた。揚州長史の盧承業はかれの才能を奇とし、宰相の器とみなし、通常の属官としての礼遇にとどめるべきでないと述べた。
上元元年（674年）、師徳は監察御史に任じられた。ときに吐蕃が国境を侵犯し、唐の朝廷が吐蕃を討つべく猛士を募集すると、師徳はこれに志願した。高宗に喜ばれ、朝散大夫の位を受け、軍を率いて吐蕃を討ち、たびたび戦功を挙げた。殿中侍御史に転じ、河源軍司馬を兼ね、知営田事をつとめた。天授2年（691年）、知営田事のまま、左金吾衛将軍に任じられ、検校豊州都督を兼ねた。武則天に書を降されて労をねぎらわれた。
長寿元年（692年）、師徳は洛陽に召還されて、夏官侍郎となり、判尚書事をつとめた。長寿2年（693年）、同鳳閣鸞台平章事（宰相）となった。長寿3年（694年）、河源軍・積石軍・懐遠軍・河州・蘭州・鄯州・廓州等州検校営田大使となった。まもなく秋官尚書に転じ、原武県男に封じられた。万歳登封元年（696年）、知政事のまま、左粛政大夫に転じた。吐蕃が洮州に侵攻してくると、師徳は王孝傑とともに吐蕃を討ち、吐蕃の大将の論欽陵と弟の賛婆と素羅汗山で戦って敗れた。万歳通天元年（同年）、師徳は原州司馬に左遷された。
万歳通天2年（697年）、師徳は入朝して鳳閣侍郎・同鳳閣鸞台平章事となった。検校右粛政大夫を兼ね、そのまま知左粛政台事をつとめた。王懿宗・狄仁傑とともに道を分かれて河北諸州を安撫した。神功元年（同年）、納言に任じられ、譙県子に封じられた。聖暦元年（698年）、師徳は隴右諸軍大使となり、そのまま検校河西営田事をつとめた。聖暦2年（699年）、突厥が侵入してくると、師徳は検校并州長史となり、そのまま天兵軍大総管をつとめた。この年の9月に死去した。享年は70。涼州都督の位を追贈された。諡は貞といった。

## 伝記資料
- 『旧唐書』巻93 列伝第43
- 『新唐書』巻108 列伝第33